# Иващенко, Мария Алексеевна
Мари́я Алексе́евна Ива́щенко (род. 30 августа 1991, Москва, РСФСР, СССР) — российская актриса театра, кино, телевидения, мюзиклов, озвучивания и дубляжа.

## Биография
Мария Иващенко родилась 30 августа 1991 года в семье Алексея Иващенко — советского и российского автора-исполнителя, актёра, гитариста и певца. В детстве рисовала, занималась хореографией, плаванием, изучением английского языка, посещала музыкальную школу и театральную студию. С 9 лет начала выступать в мюзиклах, музыку и либретто которых создавал отец: «Норд-ост», позже — «Обыкновенное чудо», снималась в «Ералаше», озвучивала художественные и мультипликационные фильмы. В 14-летнем возрасте Мария играла Снегурочку на новогодних праздниках, устраиваемых мэрией столицы, часто появлялась в сериях «Ералаша». С 2005 года принимала участие в дубляже фильмов о Гарри Поттере — в фильме «Гарри Поттер и Кубок огня» озвучила Падму Патил, а, начиная с фильма «Гарри Поттер и Орден Феникса» и до финала поттерианы — Полумну Лавгуд.
В 15 лет экстерном сдала школьные экзамены и поступила на актёрский факультет ВГИКа (мастерская В. П. Фокина), который окончила в 2011 году, получив диплом с отличием. Перед поступлением в институт дебютировала в кино, снявшись в эпизодической роли в пятой серии детективного телесериала «Закон мышеловки». В 2013 году вступила в ансамбль «Второе дыхание».
Широкую известность Мария получила в 2013 году, когда начала сниматься в популярном российском телесериале «Молодёжка» в роли Алины Морозовой. Одновременно актриса продолжала исполнять главные роли в популярных мюзиклах компании «Стейдж Энтертейнмент» («Звуки музыки» и «Mamma Mia!»), «Алые паруса», «Территория страсти», «Поймай меня, если сможешь», «Золушка, музыкальная сказка для взрослых» и т. д.

## Личная жизнь
26 июня 2020 года вышла замуж за актёра Станислава Раскачаева, а 29 ноября 2023 года эмигрировала в США.

## Театральные работы

### Продюсерская компания «Линк»
- 2003 — «Норд-Ост» Алексея Иващенко и Георгия Васильева — маленькая беспризорница / Катя Татаринова (школьница)[12]

### Продюсерская компания «Маскарад»
- 2011 — «Обыкновенное чудо» Геннадия Гладкова; режиссёр Иван Поповски — Принцесса[13]

### «Стейдж Энтертейнмент»
- 2011 — «Звуки музыки» Ричарда Роджерса и Оскара Хаммерстайна II; режиссёр Евгений Писарев — Лизль фон Трапп[6]
- 2012 — «Mamma Mia!» Бьорна Ульвеуса и Бенни Андерссона; режиссёр Филлида Ллойд — Софи Шеридан[7]

### АНО «Музыкальное сердце театра»
- 2013 — 2014, 2015, с 2019 — «Алые паруса» Максима Дунаевского; режиссёры Дмитрий Белов, Светлана Горшкова — Ассоль[8][9]

### Компания «Musical Hit»
- 2014 — «Территория страсти» Глеба Матвейчука; режиссёр Александр Балуев — Сесиль де Воланж / маркиза де Мертей
- 2017 — «Признание» Глеба Матвейчука; режиссёр Александр Балуев — Она[14]
- 2018 — «Лабиринты сна» Глеба Матвейчука — Алиса[15]

### Компания «AK Production»
- 2016 — «Поймай меня, если сможешь» Марка Шаймана; режиссёр Георгий Бердзенишвили — Бренда Стронг[10]

### Театральное объединение «Этос»
- 2017 — «Будь здоров, школяр» Булата Окуджавы; режиссёры Георгий Караяннидис и Сергей Алдонин — Нина[16]

### Компания «Летитшоу Продакшн»
- 2017 — 3D шоу-мюзикл «#ДЖУМЕО» Евгения Загота и Артура Байдо; режиссёр Даниэл Катнер — Джульетта

### Современный театр антрепризы
- 2017 — «Билокси Блюз» Нила Саймона; режиссёры Олег Табаков и Денис Никифоров — Дэзи Ханнинген[17]

### Лекторий «Прямая речь»
- 2018 — «Золушка, музыкальная сказка для взрослых» Алексея Иващенко и Дмитрия Быкова — Золушка

### «Московский театр оперетты»
- 2019 — «Ромео VS Джульетта XX лет спустя» Аркадия Укупника; режиссёр Алексей Франдетти — Виолетта

## Фильмография
| Год       |     | Название                                          | Роль |
| --------- | --- | ------------------------------------------------- | --- |
| 2010      | ф   | Байкер                                            | Лена |
| 2010      | с   | Такая обычная жизнь                               | Лиза Лурье |
| 2011      | с   | Фарфоровая свадьба                                | Екатерина |
| 2013      | с   | Легальный допинг                                  | Нина |
| 2013—2018 | с   | Молодёжка                                         | Алина Петровна Пономарёва (урождённая Морозова; первый—пятый сезоны), бывшая фигуристка, студентка, в 183-й серии устраивается консультантом в банк, с 69-й серии — жена Михаила Пономарёва |
| 2014      | ф   | Московская борзая                                 | Инна Воробьёва |
| 2015      | ф   | Ковчег Марка                                      | Женька |
| 2016      | ф   | Тот, кто рядом                                    | Лиза Верникова |
| 2016      | ф   | Вечное свидание                                   | Маруся |
| 2016      | ф   | Вселенский заговор                                | Маруся |
| 2016      | кор | Закон исключённого третьего, или Третьего не дано | эпизод |
| 2017—2018 | с   | Ивановы-Ивановы                                   | Ксения Викторовна, классный руководитель в классе Ивановых (седьмая, 25, 41 серии) |
| 2020      | ф   | Смотри как я                                      | молодая учительница |
| 2024      | с   | Зло                                               | Эльвира |

## Дубляж

### Фильмы

#### Эмили Браунинг
- 2009 — Незваные — Анна Айверс[18]
- 2011 — Запрещенный прием — Куколка[18]
- 2014 — Помпеи — Кассия[18]

#### Другие фильмы
- 2001 — Обещание — Крисси (Полин Робертс)[18]
- 2007 — Гарри Поттер и Орден Феникса — Полумна Лавгуд (Эванна Линч)[3][19]
- 2010 — Паранормальное явление 2 — Элли Рей (Молли Эфраим)[18]
- 2011 — Крик 4 — Джилл Робертс (Эмма Робертс)[18]
- 2012 — Отверженные — Козетта (Аманда Сейфрид)[20]
- 2015 — Пятьдесят оттенков серого — Анастейша Стил (Дакота Джонсон)[3]
- 2017 — Голем — Лиззи Кри (Оливия Кук)[2]
- 2023 — Капитан Марвел 2 — Кэрол Дэнверс (Бри Ларсон)[источник не указан 156 дней]

### Мультфильмы
- 2008 — Приключения Десперо — Миггери[21]

### Телесериалы
- Ханна Монтана — Майли Стюарт (Майли Сайрус)[3]
- Великолепный век — Михримах (Пелин Карахан)[20]
- Ветреный — Рейян Асланбей / Шадоглу (Эбру Шахин) + Элиф Шадоглу / Асланбей[22]

### Компьютерные игры
- 2017 — Horizon Zero Dawn — Элой[23] / Элизабет Собек
- 2017 — The Legend of Zelda: Breath of the Wild — принцесса Хайрула / Зельда[24]
- 2022 — Horizon Forbidden West — Элой[23]
- 2023 — The Legend of Zelda: Tears of the Kingdom — принцесса Хайрула / Зельда[25]